# Jessica Fallah
Jessica Fallah (født 10. juli 1999) er en kvindelig australsk håndboldspiller. Hun spiller i UTS Handball Club og på Australiens håndboldlandshold, som højre fløj. Hun repræsenterede Australien, under VM 2019 i Japan.